# Adolphe Buyl
Adolphe Buyl (Serskamp, 1 mei 1862 - Wetteren, 4 december 1932) was een Belgisch volksvertegenwoordiger en burgemeester.

## Levensloop
Buyl werd onderwijzer en directeur van het dagblad L'Etoile Belge.
Hij bouwde een politieke loopbaan uit in Elsene, waar hij van 1899 tot 1932 gemeenteraadslid, van 1904 tot 1921 schepen en van 1930 tot 1932 burgemeester was. Bijvoorbeeld bij de gemeenteraadsverkiezingen van oktober 1907 haalde hij de meeste stemmen in Elsene.
Op een hele afstand daarvan, namelijk in het arrondissement Veurne-Diksmuide-Oostende, werd hij in 1900 verkozen tot liberaal lid van de Kamer van volksvertegenwoordigers, een mandaat dat hij bleef bekleden tot in 1929. In 1896 was hij reeds kandidaat voor het arrondissement Veurne.
In Brussel behoorde Buyl voor de Eerste Wereldoorlog tot de liberale flaminganten. Hij was secretaris van de afdeling van de Vlaamsche Volksbond in Elsene en in 1913 was hij medestichter van het Liberaal Vlaams Verbond. Hij voerde actie in verenigingen en in het parlement voor de vernederlandsing van het openbaar leven in Vlaanderen, onder meer voor de vernederlandsing van de universiteit in Gent. 
Na de Eerste Wereldoorlog evolueerde Buyl en werd hij aanhanger van tweetaligheid in Vlaanderen, met het Nederlands als officiële taal en daarbij een belangrijke plaats voor het Frans, met daarnaast Franse eentaligheid in Wallonië. 
Er is een Adolf Buylstraat in Oostende en een Adolphe Buyllaan in Elsene.

## Publicaties
- Les communications entre Londres et le continent, Brussel, 1903
- Le canal de la Lys à l'Ieperlee et le port de Nieuport, Brussel, 1903
- La question de la Défense nationale, Brussel, 1927
- Une solution pratique de la Question des langues, Brussel, 1928